# 1993年日本の補欠選挙
1993年日本の補欠選挙（1993ねんにほんのほけつせんきょ）は、日本における立法府である参議院を構成する議員の欠員を補うため1993年に行われた補欠選挙である。

## 概要
補欠選挙は「議員の辞職あるいは死亡により欠員が生じた場合に行われる選挙」で、「当選人が得られなかった場合または当選人が不足した場合に、其の当選人の不足を補う」為に行われる再選挙と同様に公職選挙法第11章の「特別選挙｣に含まれている。1993年における補欠選挙は、7月に参議院福島県選挙区及び岐阜県選挙区、12月に参議院広島県選挙区の計2回実施された。

## 7月18日実施補選

### 参議院福島県選挙区補選
1993年（平成5年）7月18日執行
当日有権者数：人　最終投票率：73.90%
石原健太郎参議院議員（自由民主党）の辞職（第40回衆議院議員総選挙（旧福島1区）への立候補）に伴う （全国投票率:65.02%（6.34%））
| 当落 | 氏名     | 年齢 | 所属党派   | 新旧 | 得票      | 得票率 | 推薦・支持 |
| ---- | -------- | ---- | ---------- | ---- | --------- | ------ | ---------- |
| 当   | 太田豊秋 | 58   | 自由民主党 | 新   | 629,369票 | 57.34% |            |
|      | 飯村微光 | 67   | 日本社会党 | 新   | 317,143票 | 28.89% |            |
|      | 佐藤克朗 | 38   | 日本共産党 | 新   | 151,153票 | 13.77% |            |

### 参議院岐阜県選挙区補選
1993年（平成5年）7月18日執行
当日有権者数：人　最終投票率：73.79%
藤井孝男参議院議員（自由民主党）と高井和伸参議院議員（連合の会）の辞職（いずれも第40回衆議院議員総選挙（旧岐阜2区）への立候補）に伴う。1位当選の笠原が残余期間の長い藤井（第16回通常選挙）の補欠、2位当選の岩崎が残余期間の短い高井（第15回通常選挙）の補欠となった。 （全国投票率:50.72%（14.30%））
| 当落 | 氏名     | 年齢 | 所属党派   | 新旧 | 得票      | 得票率 | 推薦・支持 |
| ---- | -------- | ---- | ---------- | ---- | --------- | ------ | ---------- |
| 当   | 笠原潤一 | 61   | 自由民主党 | 新   | 568,744票 | 51.73% |            |
| 当   | 岩崎昭弥 | 66   | 日本社会党 | 新   | 385,931票 | 35.10% |            |
|      | 山本博幸 | 43   | 日本共産党 | 新   | 144,720票 | 13.16% |            |

## 12月5日実施補選

### 参議院広島県選挙区補選
1993年（平成5年）12月5日執行
当日有権者数：人　最終投票率：24.85%
藤田雄山参議院議員（自由民主党）の退職（1993年広島県知事選挙立候補による自動失職）に伴う （全国投票率:65.02%（6.34%））
| 当落 | 氏名     | 年齢 | 所属党派   | 新旧 | 得票      | 得票率 | 推薦・支持 |
| ---- | -------- | ---- | ---------- | ---- | --------- | ------ | ---------- |
| 当   | 溝手顕正 | 51   | 自由民主党 | 新   | 305,413票 | 57.82% |            |
|      | 山本誠   | 56   | 日本社会党 | 新   | 176,851票 | 33.48% |            |
|      | 村上昭二 | 46   | 日本共産党 | 新   | 45,936票  | 8.70%  |            |